# Songs We Should Have Written
Songs We Should Have Written è il quinto album del gruppo indie rock dei Firewater pubblicato nel 2004 per la Jetset Records.
È composto esclusivamente di cover. Include canzoni scritte dai Rolling Stones, Robyn Hitchcock, Johnny Cash, Tom Waits ed altri, riproposte dal gruppo in maniera originale.

## Tracce
1. The Beat Goes On – 4:01 (Sonny Bono) – versione originale eseguita da Sonny & Cher (1967)
2. This Town – 4:09 (Lee Hazlewood) – versione originale eseguita da Nancy Sinatra & Lee Hazlewood (1967)
3. Diamonds and Gold – 3:52 (Tom Waits) – versione originale eseguita da Tom Waits (1985)
4. Folsom Prison Blues – 4:56 (Johnny Cash) – versione originale eseguita da Johnny Cash (1955)
5. Storm Warning – 3:00 (Duke Reid, Lynn Taitt) – versione originale eseguita da Lynn Taitt & The Boys (1966)
6. Hey Bulldog – 3:15 (John Lennon) – versione originale eseguita dai Beatles (1969)
7. Some Velvet Morning – 4:22 (Lee Hazlewood) – versione originale eseguita da Nancy Sinatra & Lee Hazlewood (1967)
8. This Little Light of Mine – 3:38 (Harry Dixon Loes)
9. Paint It Black – 5:51 (Jagger, Richards) – versione originale eseguita dai Rolling Stones (1966)
10. Is That All There Is? – 4:11 (Jerry Leiber, Mike Stoller) – versione originale eseguita da Peggy Lee (1969)
11. I Often Dream of Trains – 3:57 (Robyn Hitchcock) – versione originale eseguita da Robyn Hitchcock (1984)